# Abhinav Bindra
Abhinav Bindra (ਅਿਭਨਵ ਿਬੰਦਰਾ), född 28 september 1982 i Dehradun, är en indisk sportskytt.
Bindra kommer från en förmögen familj där fadern tidigt byggde en skjutbana åt sonen.
Den 11 augusti 2008 tog Abhinav Bindra Indiens första individuella OS-guld någonsin när han vann herrarnas 10 m stående luftgevärsskytte vid Olympiska sommarspelen 2008. 

I Indien har han blivit en folkhjälte, under smeknamnet "Goldfinger".

Efter segern fick Bindra omgående motsvarande 400 000 dollar från olika städer, organisationer och regioner. Hemdelstaten Punjab skänkte 239 000 dollar.